# Appani
Appani (en rus: Аппаны) és un poble de la república de Sakhà, a Rússia, que en el cens del 2010 tenia 1.492 habitants, pertany al districte de Namtsi.